# Fist of the North Star
Fist of the North Star (japanisch 北斗の拳, Hokuto no Ken) ist ein Manga des japanischen Zeichners Tetsuo Hara und des Autors Buronson, der von 1983 bis 1988 in Japan erschien. Das Werk wurde in mehreren Animes und weiteren Mangas adaptiert und fortgesetzt.
Der Manga lässt sich in die Genres Action, Abenteuer, Science-Fiction und Drama einordnen.

## Handlung
Nach einem Atomkrieg ist die Welt weitgehend verwüstet und die meisten Überlebenden leben als Bauern, jedoch ist das Leben hart. Zudem ziehen Banden durch die Welt, die die anderen Menschen unterdrücken. Der Kämpfer Kenshiro, der die Kunst des Hokuto Shinken beherrscht, hat sich zum Ziel gesetzt, die Schwachen zu beschützen. Er wird begleitet vom jungen Dieb Bat und der Waisen Lin. Auf seinen Reisen kämpft er immer wieder gegen die Banden, doch sein eigentliches Ziel ist sein Bruder Raoh, der mit der Kunst des Hokuto Shinken die Welt erobern will. Schließlich kann Kenshiro auch ihn besiegen.
Viele Jahre später kämpft er gegen die Armee des Gouverneurs Jakoh, gemeinsam mit Bat und Lin, die ebenfalls eine Armee befehligen. Nach ihrem Sieg wird Lin entführt und Kenshiro muss ins Land Shura reisen, um sie zu retten. Dort trifft er auf den Herrscher Kaioh, der mit der Technik des Hokuto Ryūken eine der seinen ebenbürtige beherrscht. Nachdem Kenshiro auch Kaioh besiegt hat, nimmt er Raohs Sohn Ryu als seinen Lehrling auf.

## Veröffentlichung
Der Manga wurde von 1983 bis 1988 im Manga-Magazin Weekly Shōnen Jump des Verlags Shūeisha veröffentlicht. Später erschienen die Einzelkapitel auch in 27 Sammelbänden. Während der 1990er Jahre folgte eine zweite Auflage in 15 Aizōban-Bänden. Weitere Auflagen folgten beim Verlag Shogakukan.
1989 veröffentlichte Viz die ersten Kapitel des Mangas in 16 Heften in den USA. Weitere 25 Hefte folgten 1995 bis 1997. Eine französische Fassung erschien zunächst bei J’ai lu, ab 2008 bei Asuka Comics. Eine deutsche Version der ersten acht Bände erschien von Mai bis Dezember 2003 bei Planet Manga. Seit Dezember 2022 erscheint eine Neuauflage der Übersetzung von Sascha Mandler bei Manga Cult als Master Edition in bisher zehn von geplanten 18 Bänden (Stand: Mai 2025).

## Adaptionen

### Anime
1984 bis 1988 produzierte das Studio Toei Animation unter der Regie von Toyoo Ashida eine Anime-Fernsehserie zum Manga. Das Charakterdesign entwarf Masami Suda. Die Serie wurde vom 4. Oktober 1984 bis zum 18. Februar 1988 durch den Sender Fuji TV in Japan ausgestrahlt, ab 13. März 1987 als zweite Staffel Hokuto no Ken 2.
Die erste Staffel mit 109 Folgen wurde auf Englisch, Italienisch und Französisch im Fernsehen ausgestrahlt und unter anderem auch ins Arabische übersetzt. Für die zweite Staffel existiert eine italienische Fassung. In Italien und Frankreich wurde dieser Anime innerhalb des Tagesprogrammes ausgestrahlt. Dabei stieß die Serie und das Anime Genre generell auf starke Kritik, was sich auf die Ausstrahlungspolitik von Anime in diesen Ländern auswirkte.
1986 kam zur Serie der Film Seikimatsu Kyūseishu Densetsu Hokuto no Ken in die Kinos, der eine alternative Handlung erzählt. Der Film mit 110 Minuten Länge wurde unter anderem ins Englische, Französische, Italienische und Deutsche übersetzt.
2003 erschien der dreiteilige Remake New Fist of the North Star (新・北斗の拳, Shin Hokuto no Ken) als OVA, welche 2007 im deutschen Bezahlfernsehen ausgestrahlt wurden. Von 2006 bis 2008 folgte eine fünfteilige Filmreihe:
| Teile  | Titel                                                    |
| ------ | -------------------------------------------------------- |
| Teil 1 | Fist of the North Star – Legend of Raoh – Death for Love |
| Teil 2 | Fist of the North Star – Legend of Yuria                 |
| Teil 3 | Fist of the North Star – Legend of Raoh – Fierce Fight   |
| Teil 4 | Fist of the North Star – Legend of Toki                  |
| Teil 5 | Fist of the North Star – Legend of Kenshiro              |

2013 bis 2015 erschien das Spin-Off DD Fist of the North Star (DD北斗の拳, DD Hokuto no Ken). Bestehend aus 13 Folgen und einer zweiten Staffel mit 12 weiteren Folgen.

#### Synchronisation
| Rolle    | Japanischer Sprecher (Seiyū) |
| -------- | ---------------------------- |
| Kenshiro | Akira Kamiya                 |
| Airi     | Arisa Andō                   |
| Souther  | Banjō Ginga                  |
| Raou     | Norio Wakamoto               |
| Rei      | Kaneto Shiozawa              |
| Toki     | Ryo Horikawa                 |
| Jagi     | Kouji Totani                 |
| Juuza    | Yoshito Yasuhara             |
| Bat      | Teiyuu Ichiryuusai           |
| Shin     | Toshio Furukawa              |
| Shuu     | Katsuji Mori                 |
| Airi     | Arisa Andou                  |
| Uighur   | Daisuke Gouri                |
| Yuria    | Yuriko Yamamoto              |
| Zeed     | Eiji Kanie                   |

#### Musik
Die Musik der Serie wurde von Nozomi Aoki komponiert. Crystal King lieferte den ersten Vorspann Ai wo Torimodose!! (愛をとりもどせ!!) und den ersten Abspanntitel Yuria… Eien ni (ユリア…永遠に). Das zweite Vorspannlied Silent Survivor und Abspann Dry Your Tears sind von Kodomo Band. Vorspann der zweiten Staffel ist Tough Boy von TOM*CAT (TOM★CAT), für den Abspann verwendete man Love Song von TOM*CAT und in der letzten Folge Yuria… Eien ni.

### Sōten no Ken
Seit 2001 erscheint im Magazin Comic Bunch die Adaption Sōten no Ken von Buronson und Nobuhiko Horie. Der Manga wurde auch ins Englische und Französische übersetzt.
2006 wurde unter der Regie von Yoshihiro Yamaguchi eine 26-teilige Anime-Adaption des Mangas produziert. Die Serie wurde vom 4. Oktober 2006 bis zum 13. März 2007 durch TV Asahi ausgestrahlt.

### Ten no Haō: Hokuto no Ken Raō Gaiden
Von März 2006 bis März 2007 erschien im Magazin Comic Bunch die Adaption Ten no Haoh – Hokuto no Ken Raoh Gaiden (天の覇王 北斗の拳 ラオウ外伝) von Youkow Osada. Der Manga umfasst insgesamt fünf Bände und erschien auf Französisch bei Asuka Comics und auf Chinesisch in Taiwan bei Tong Li.
2008 produzierte das Studio Satelight eine Anime-Fernsehserie zum Manga, die vom 2. Oktober bis zum 25. Dezember 2008 bei Tokyo MX, TV Aichi und TV Ōsaka ausgestrahlt wurde. Regie führte Masashi Abe.

### Realfilm
Im Jahr 1995 kam in Japan der 1994 gedrehte US-amerikanische Realfilm Fist of the North Star – Der Erlöser (englischer Originaltitel Fist of the North Star; Regie: Tony Randel) in die Kinos. Der 106-minütige Film nach dem Drehbuch von Peter Atkins und Tony Randel wurde auch ins Englische, Spanische und Deutsche übersetzt.

## Rezeption
Das Werk gilt als eines der grausamsten und gewalttätigsten des Kampfsportgenres.
Dennoch wird der Manga von Alexander Tahl bei splashcomics als Klassiker bezeichnet, der Fans des Genres in jedem Fall zu empfehlen ist. Die „ewigen aufplatzenden Körper“ wären jedoch nichts für jeden Leser, besonders für das jüngere Publikum sei der Manga nicht geeignet. Die Kämpfe verlaufen jedoch häufig nach dem gleichen Schema und die Action stehe sehr im Vordergrund. Laut der Zeitschrift Funime bietet der Anime ebenso vor allem viel Gewalt und Verletzungen, dabei aber auch eine für das Genre tiefgehende Handlung in einer apokalyptischen Welt.